# Wieliczki (obwód grodzieński)
Wieliczki (biał. Вялічкі, Wialiczki; ros. Велички, Wieliczki) – wieś na Białorusi, w obwodzie grodzieńskim, w rejonie lidzkim, w sielsowiecie Trzeciakowce.

## Warunki naturalne
W pobliżu wsi przepływa Lidzieja oraz znajduje się Jezioro Wieliczkowskie. Obok Wieliczek rozciąga się duże torfowisko, które jest eksploatowane.

## Historia
W XIX i w początkach XX w. położone były w Rosji, w guberni wileńskiej, w powiecie lidzkim, w gminie Gonczary. Należały do księcia Wittgensteina, następnie do książąt Hohenlohe.
W dwudziestoleciu międzywojennym leżały w Polsce, w województwie nowogródzkim, w powiecie lidzkim, do 11 kwietnia 1929 w gminie Honczary, następnie w gminie Lida. W 1921 miejscowość liczyła 156 mieszkańców, zamieszkałych w 28 budynkach, w tym 116 Polaków i 40 Białorusinów. 123 mieszkańców było wyznania rzymskokatolickiego i 33 prawosławnego.
Po II wojnie światowej w granicach Związku Sowieckiego. Od 1991 w niepodległej Białorusi.